# Coupe de France masculine de handball 1985-1986
Navigation
Coupe de France 1984-1985 Coupe de France 1986-1987
La coupe de France masculine de handball 1985-1986 est la 5e édition de la compétition.
L'USAM Nîmes conserve son titre en disposant en finale de l'US Ivry.
En dehors de la finale, les résultats ne sont pas connus.

## Finale
La finale, disputée le 14 juin 1986 au Stadium Pierre Maisonnial de Saint-Étienne, a vu l'USAM Nîmes s'imposer face à l'US Ivry sur le score de 24-19 (10-12 à la mi-temps).
Feuille de match
- U.S.A.M. Nîmes : G. Derot (5, dont 1 pen.), Portes (5, dont un pen.), Volle(7), Téoule (1), J.L. Derot (3, dont 1 pen.), Collonge (1 pen.), Courbier (2).
- U.S. Ivry : Persichetti (3), Lepetit (5, dont 1 pen.), Labourdette (2), Bugada (1), Mirabel (1), Martinez (1), Silly (6).

## Bilan par club
| Club                               | Tour           | Commentaire                     |
| ---------------------------------- | -------------- | ------------------------------- |
| USAM Nîmes                         | Vainqueur      | Tenant du titre                 |
| US Ivry                            | Finaliste      | -                               |
| US Créteil                         | Demi-finaliste | -                               |
| ?                                  | Demi-finaliste | -                               |
| USM Gagny                          | 1/4            | Champion de France              |
| Stella Sports Saint-Maur           | 1/4            | -                               |
| HBC Villefranche (N1B)             | 1/4            | Éliminé par l'US Créteil        |
| ?                                  | 1/4            | -                               |
| Stade Marseillais UC               | 1/8 de finale  | Éliminé par l'USM Gagny         |
| AC Boulogne-Billancourt            | 1/8 de finale  | -                               |
| SMEC Metz                          | 1/8 de finale  | -                               |
| Paris UC                           | 1/8 de finale  | -                               |
| US Dunkerque                       | 1/8 de finale  | -                               |
| FC Mulhouse (N1B)                  | 1/8 de finale  | Éliminé par le HBC Villefranche |
| ?                                  | 1/8 de finale  | ?                               |
| ?                                  | 1/8 de finale  | ?                               |
| Stade Toulousain (N1B)             | 1/16 de finale | Éliminé par le HBC Villefranche |
| ASL Robertsau (N1B)                | 1er tour       | Éliminé par le HBC Villefranche |
| Asnières Racing Olympique 92 (N1B) | 1er tour       | -                               |